# Eophora serratella
Coleophora serratella là một loài bướm đêm thuộc họ Coleophoridae. Nó được tìm thấy ở châu Âu, Nhật(Hokkaido) và Bắc Mỹ.

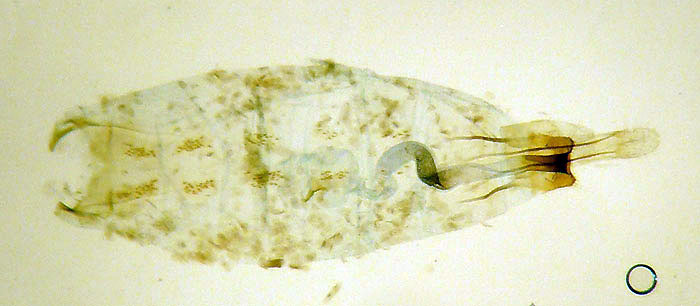
Pupa

Sải cánh dài 11–14 mm. Loài này gặp ở tháng 6 tùy theo địa điểm.
Ấu trùng ăn birches, elms, alders, hazels, apples, Crataegus, Sorbus, willows, Comptonia peregrina và Quercus wislizenii.

## Hình ảnh

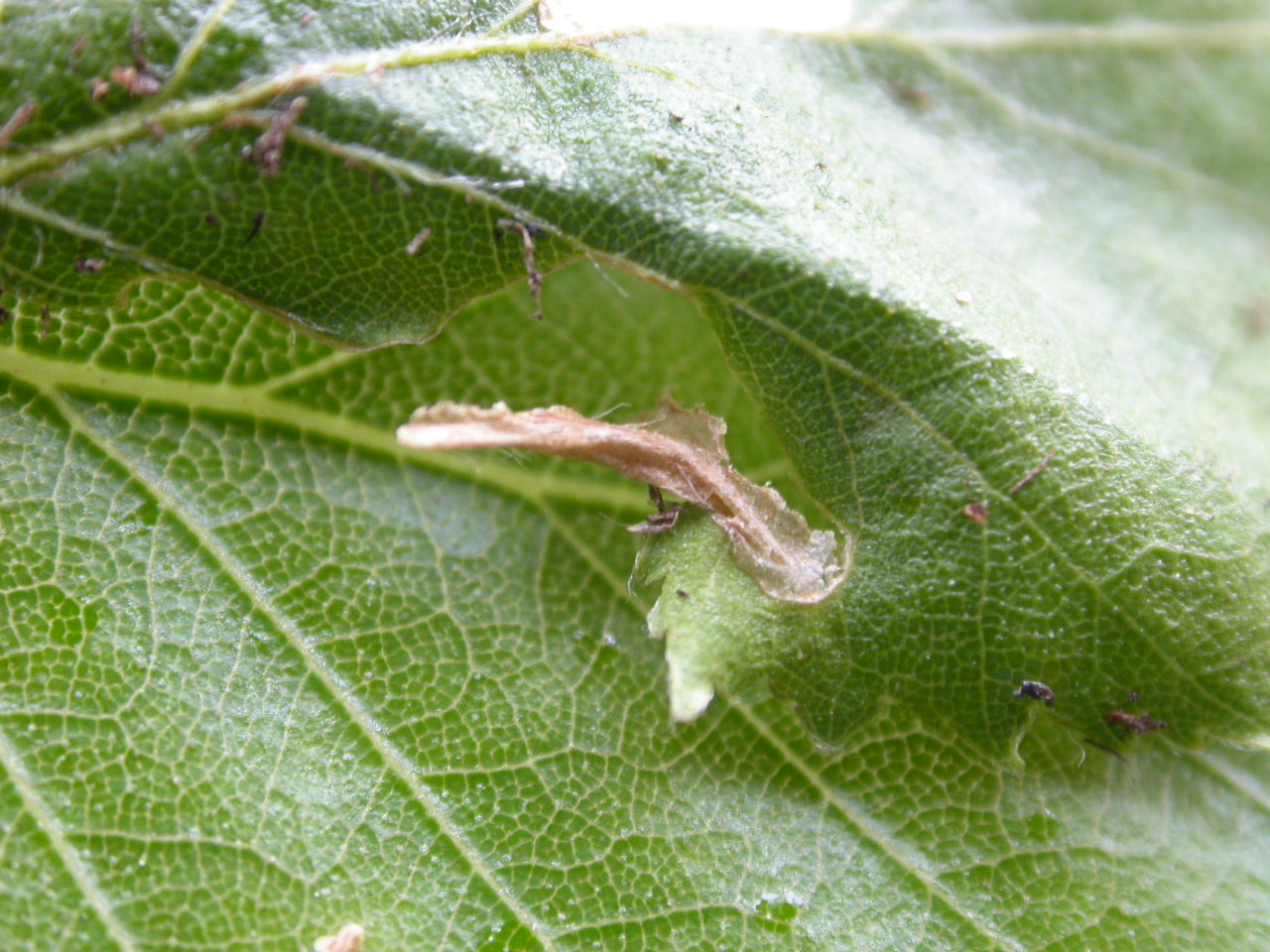
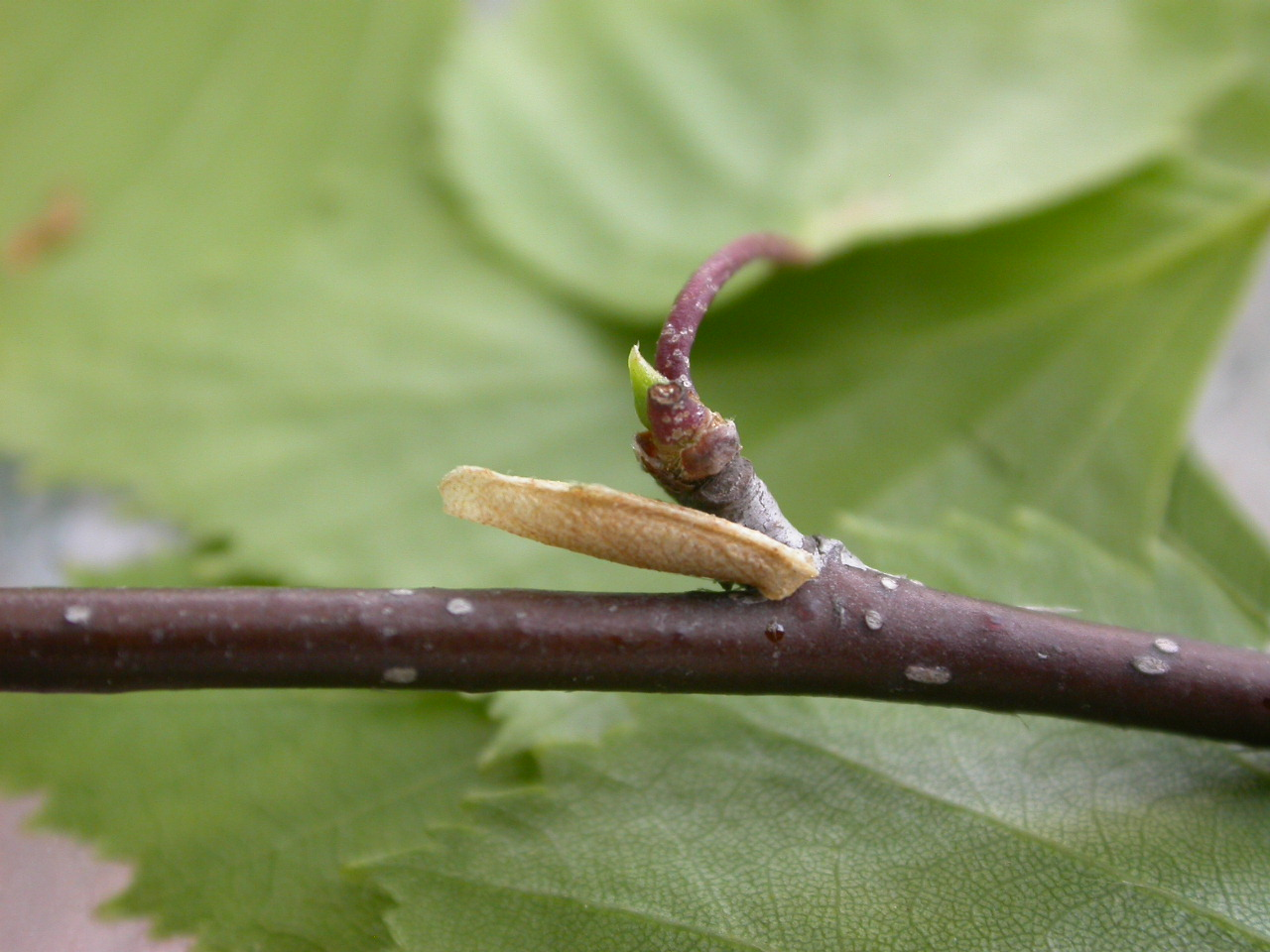
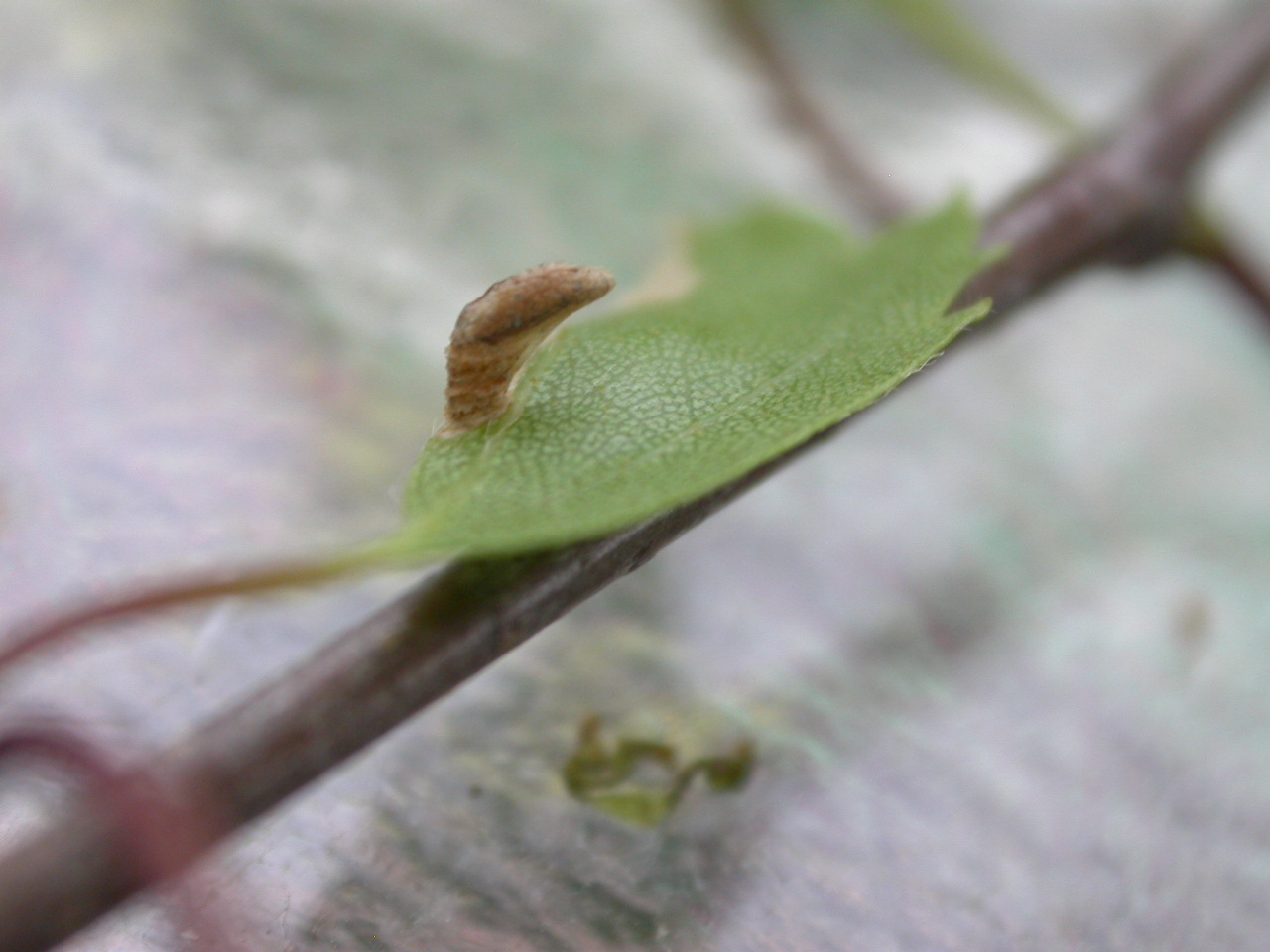
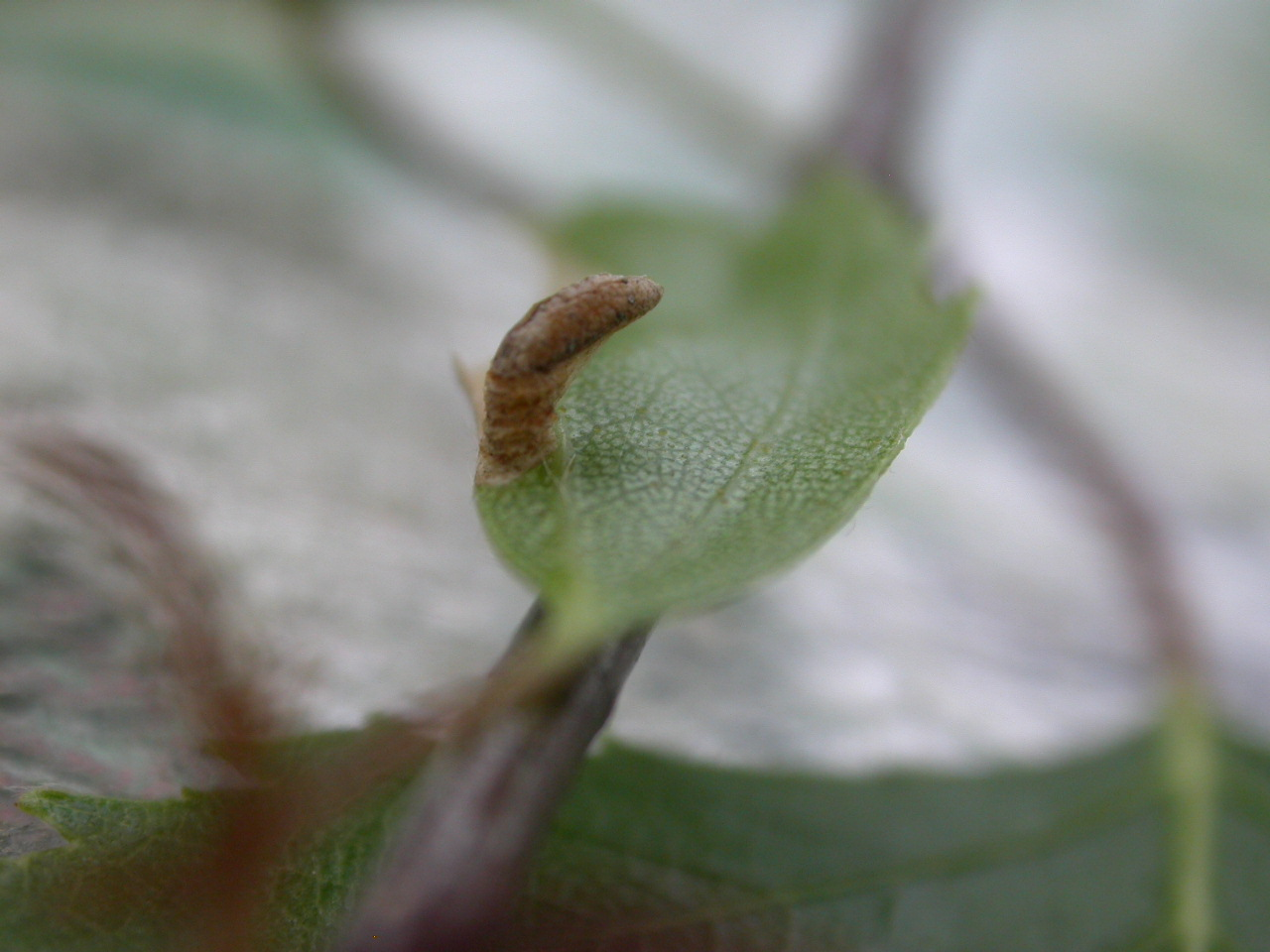